# グラフィグ
グラフィグ（英: Graphig）は、株式会社コスパが発売するペーパークラフト。

## 概要
コンセプトデザインをデザイン集団「NC帝國」のグラフィックデザイナーであるNasosが担当し、既存の漫画・アニメ・ゲームなどのキャラクターをデフォルメし、箱状の顔と四角錐状の胴体が基調となっている。
台紙にはパーツをすぐに切り離せるようにミシン目が入れられており、差し込むだけで組み立てられ、ハサミやのりが不要となっている。またサイズは11cmが中心となっており、机の上に飾れるようなサイズとなっている。
一般的なキットとして販売されているほか、イベントで配布されていたり、雑誌の付録となっているなど、ノベルティとしても用いられている。

## 備考
インターネット上ではTwitterのアイコンなどで、グラフィグの形状デザインを元にしたドット絵のキャラクター「箱ドット」が作られるようになり、流行するようになった。
この形状デザインを利用した二次創作について発売元のコスパは、「形状デザインをそのまま流用した創作や二次創作は、デザインの出典などを明示した上で、非商用であれば制限しない。ドット絵などグラフィグ風の画像については厳密な定義のしようが無いため出典の明示は不要だが、意識してデザインテンプレートを配布する場合は元ネタがグラフィグであることを明示していると嬉しい」としている。